# Nova Gold
Nova Gold je česká neplacená komerční televizní stanice patřící k Nova Group, v jejíž programu se nachází nabídka krimi seriálů. Stanice začala vysílat 22. února 2013 k příležitosti devatenáctých narozenin stanice Nova. Tak jako ostatní kanály Nova Group patří pod společnosti CET 21, která spadá pod CME. Nova Gold nese svůj nynější název od 4. února 2017, kdy došlo k přejmenování kanálu Telka na Nova Gold za účelem sjednocení názvů kanálů skupiny Nova. Původně se stanice zaměřovala na archivní tvorbu skupiny TV Nova.

## Historie
Původní plán byl stanici spustit v den oslav devatenáctých narozenin stanice Nova, ale společnost CET 21 předložila žádost o vysílací licenci na nový kanál v prosinci roku 2012. Rada pro rozhlasové a televizní vysílání udělila potřebnou licenci 5. února 2013. Z tohoto důvodu padl původní plán, aby nový kanál začal vysílat v den 19. narozenin TV Nova, které připadly na 4. února 2013. Stanice tedy byla spuštěna 22. února 2013 ve 14.00 a vysílání zahájila střihovým pořadem Nova sobě. Dne 21. února 2013 bylo oznámeno, že se stanice objeví také na satelitu.
Program s názvem Telka v minulosti provozovala společnost Digital Broadcasting Radima Pařízka.
V roce 2014 bylo Nově vyhověno v podání žádosti o snížení vysílání evropských děl z 10 % na 3 % na stanici Telka.
U příležitosti svých 23. narozenin se Nova rozhodla přejmenovat od 4. února 2017 kanál Telka na Nova Gold. Také byly přejmenovány kanály Fanda na Nova Action a Smíchov na Nova 2.

## Program
Stanice vysílá 21 až 24 hodin denně. V programu se zpočátku objevoval kompletní archiv stanice Nova. Stanice opakovala seriály jako Ulice, Ordinace v růžové zahradě, Redakce nebo Policajti z předměstí, nechyběli ani známé zábavné pořady: Politické harašení, Horoskopičiny, Novoty, Lucie na bílo, Zlatá mříž, Hogo Fogo, Prásk!, Babicovy dobroty apod. Některý z večerů stanice věnovala i reprízám reality show například: Talentmania, Česko hledá SuperStar či Farma. Součástí programu se stávali pravidelné zpravodajské a publicistické pořady z Nova: Víkend, Snídaně s Novou, Koření nebo Střepiny. Stanice také vysílala vždy o den později hlavní zpravodajskou relaci Televizní noviny. Podvečerní program tvořil blok Smíškové, který obsahoval seriály pro děti. Večerní a noční program také často tvořili soutěžní pořady jako Co na to Češi, Chcete být milionářem?, Riskuj!, Vabank, DO-RE-MI a nechybí ani Kolotoč.
Na Nova Gold se od září 2018 každou neděli po půlnoci vysílal satirický pořad Tele Tele.
Program se také doplňuje i zahraniční akvizicí jako například seriály Tisíc a jedna noc, Lařina volba, Nemocnice Chicago Hope nebo seriál Čarodějky.
Od 3. dubna 2017 se v rámci změn v programové nabídce stanic TV Nova přesunul dětský blok Smíškové ze stanice Nova Fun na stanici Nova Gold. V bloku najdeme pořady jako Kung Fu Panda: Legendy o Mazáctví, Tučňáci z Madagaskaru, Scooby Doo nebo Spongebob v kalhotách. Na jaře 2021 byl večerní blok na Nova Gold zrušen. Místo něj je do programu zařazen cestopisný magazín Koření a seriál, který je ve stejný den odpoledne vysílán ve 14.00 na stanici TV Nova (k červenci 2021 krimiseriál Odložené případy). Ranní blok Smíškové pokračoval do srpna 2021, dne 23. srpna 2021 byl však také zrušen a nahrazen reprízami magazínu Koření a pořadu Soudy Kláry Slámové.
Od 20. září 2021 zařadila větší nabídku kriminálních seriálů (Odložené případy, Castle na zabití, Můj přítel Monk, Beze stopy, Myšlenky zločince a od října Kriminálka Miami). Krimi seriály vysílá vždy v prime-time a reprízuje v nočních a ranních blokách. V září a říjnu 2024 byly postupně zrušeny reprízy pořadů jako MasterChef Česko, Tescoma s chutí, Co na to Češi, Na lovu, Riskuj! a Televizní noviny a od 5. listopadu 2024 stanice vysílá pouze krimi filmy a seriály.

## Sledovanost
První den (1. března 2013), kdy byla stanice měřena pomocí peoplemetrů, dosáhla stanice celodenního podílu u dospělého publika 0,68 procenta a v cílové skupině 15 až 54 let 0,75 procenta. Následující den v sobotu 2. března 2013 poprvé překonala hranici jednoho procenta, a to 1,05 procenta u veškerého dospělého publika a 1,15 procenta u diváků od 15 do 54 let.
Po vstupu do satelitu, což se stalo 8. března 2013, se čísla zvedla na 1,57 procenta u dospělých a u mladších diváků dokonce 1,83 procenta.
V roce 2019 dosáhla stanice průměrné sledovanosti 1,12% diváků 15-54 let.

## Dostupnost
Nova Gold je volně dostupná v multiplexu 24, v satelitních platformách, kabelové a IPTV televizi.[ve zdroji nenalezeno]